# Prémios People's Choice
Os Prémios People's Choice (português europeu) ou Prêmios People's Choice (português brasileiro) são uma premiação americana, que reconhece pessoas do entretenimento, votadas on-line pelo público em geral e fãs. Foram criados pelo produtor Bob Stivers e exibidos desde 1975 pela CBS. A premiação é atualmente produzida pela empresa de higiene Procter & Gamble e decidida por votação online.
Na última edição foram apresentados pelas atrizes Kat Dennings e Beth Behrs no Shrine Auditorium, em Los Angeles, Califórnia.

## Categorias

### Atuais
A primeira cerimônia, em 1975, contou com 14 categorias. Em 2016, foram instituídas 74 categorias. Desde 2018, estas são as categorias atuais:

#### Cinema
- Filme do Ano
- Filme de Família do Ano
- Filme de Comédia do Ano
- Filme de Ação do Ano
- Filme de Drama do Ano
- Estrela de Filme de Drama do Ano
- Ator do Ano
- Atriz do Ano
- Estrela de Filme de Comédia do Ano
- Estrela de Filme de Ação do Ano
- Atuação do Ano
- Estrela de Filme de Animação do Ano

#### Televisão
- Programa do Ano
- Série de Drama do Ano
- Programa de Comédia do Ano
- Programa Revival do Ano
- Reality Show do Ano
- Programa de Competição do Ano
- Ator do Ano
- Atriz do Ano
- Estrela de Drama do Ano
- Estrela de Comédia do Ano
- Talk Show Diurno do Ano
- Talk Show Noturno do Ano
- Participante de Competição do Ano
- Melhor Programa de Assistir do Ano
- Programa de Sci-Fi/Fantasia do Ano
- Atuação televisiva do Ano
- Apresentador do Ano

#### Música
- Cantor do Ano
- Cantora do Ano
- Grupo do Ano
- Canção do Ano
- Álbum do Ano
- Cantor de Country do Ano
- Cantora de Country do Ano
- Cantor Latino do Ano
- Cantora Latina do Ano
- Revelação do Ano
- Colaboração do Ano
- Canção de Trilha Sonora do Ano
- Artista de Pop do Ano
- Artista de Hip-Hop do Ano
- Artista de R&B do Ano
- Videoclipe do Ano do Ano
- Turnê do Ano

#### CulturaPop
- Estrela Social do Ano
- Influenciador de Beleza do Ano
- Celebridade Social do Ano
- Animal-Estrela do Ano
- Artista de Comédia do Ano
- Estrela do Estilo do Ano
- Revolucionário do Ano
- Podcast Pop do Ano
- Videogame do Ano
- Atleta do Ano
- Vídeo do Ano

### Extintas
Estas são algumas das categorias extintas do People's Choice Awards:

#### Cinema
- Filmes favoritos
- Ator Favorito
- Atriz Favorita
- Ator de Ação Favorito
- Atriz de Ação Favorita
- Filme de Animação Favorito
- Voz de Filme de Animação Favorita
- Elenco favorito
- Filme de Comédia Favorito
- Ator de Filme de Comedia Favorito
- Atriz de Filme de Comedia Favorita
- Filme Dramático Favorito
- Ator de Filme Dramático Favorito
- Atriz de Filme Dramático Favorita
- Filme de Família Favorito
- Filme de Terror Favorito
- Filme de Suspense Favorito
- Filme de Fim de Ano Favorito
- Filme de Sci-Fi/Fantasia Favorito
- Ícone do Cinema Favorito
- Dupla do Cinema Favorita

#### Televisão
- Programa de TV Favorito
- Comédia de TV Aberta Favorita
- Ator de Comédia Favorito
- Atriz de Comédia Favorita
- Drama de TV Aberta Favorita
- Ator Dramático Favorito
- Atriz Dramática Favorita
- Comédia de TV a Cabo Favorita
- Drama de TV a Cabo Favorito
- Ator de TV a Cabo Favorito
- Atriz de TV a Cabo Favorita
- Programa de TV Premium Favorito
- Ator de TV Premium Favorito
- Atriz de TV Premium Favorito
- Drama Criminal Favorito
- Programa de Terror Favorito
- Ator de Drama Criminal Favorito
- Atriz de Drama Criminal Favorita
- Programa de Sci-Fi/Fantasia da TV Aberta Favorito
- Programa de Sci-Fi/Fantasia da TV a Cabo Favorito
- Ator de Sci-Fi/Fantasia Favorito
- Atriz de Sci-Fi/Fantasia Favorita
- Programa de Competição Favorito
- Apresentador Diurno Favorito
- Time de Apresentadores Diurno Favorito
- Apresentador de Talk Show Noturno Favorito
- Série em Streaming Favorita
- Bromance Televisivo Favorito
- Amigas Televisivas Favoritas
- Filme/Minissérie Televisiva Favorita
- Anti-herói Televisivo Favorito
- Herói Televisivo Favorito
- Ator Favorito em Nova Série Televisiva
- Atriz Favorita em Nova Série Televisiva
- Programa Animado Favorito
- Nova Comédia Televisiva Favorita
- Novo Drama Televisivo Favorito
- Química na Tela favorita
- Série Favorita que Mais Sentimos Falta
- Novo Apresentador de Talk Show Favorito

#### Digital
- Colaboração Cômica Favorita
- Celebridade das Mídias Sociais Favorita
- Estrela das Mídias Sociais Favorita
- Videogame de Celular Favorito
- Videogame Favorito
- Estrela do YouTube Favorita
- Obsessão Digital da CBS Favorita

## People's Choice Country Awards
Em 9 de março de 2023, a NBCUniversal anunciou que iria estrear um spin-off do People's Choice Awards, homenageando os artistas mais populares da música country ao longo do ano. A premiação inaugural foi realizada em 28 de setembro de 2023, no Grand Ole Opry em Nashville, Tennessee, nos Estados Unidos. sendo apresentado pelo grupo de música country Little Big Town. A cerimônia foi transmitido ao vivo pela NBC, e disponibilizado para streaming no Peacock. Em 2024, Zach Bryan foi o artista mais indicado da cerimônia, com 24 indicações, enquanto Beyoncé é a artista feminina mais indicada na premiação com 17.

### Cerimônias
| Ano  | Data                   | Apresentador    |
| ---- | ---------------------- | --------------- |
| 2023 | 28 de setembro de 2023 | Little Big Town |
| 2024 | 26 de setembro de 2024 | Shania Twain    |

### Prêmios especiais

#### Prêmio Ícone Country
- Toby Keith (2023)
- Miranda Lambert (2024)

#### Prêmio Campeão Country
- Wynonna Judd (2023)
- Kane Brown (2024)